# 箱崎ふ頭貨物船火災沈没事故
箱崎ふ頭貨物船火災沈没事故（はこざきふとうかもつせんかさいちんぼつじこ）は、2017年（平成29年）4月24日に博多港内で貨物船から火災が発生、翌25日に沈没し、油流出を起こした事故である。死傷者なし。

## 事故の発生場所
事故の発生場所は福岡市東区箱崎ふ頭四丁目の岸壁（16号岸壁）である。

## 船舶の概要
事故を起こした船舶の概要は次の通り。
- 船主：TAI YUAN INTERNATIONAL SHIPPING CO.,LTD (香港)
- 船名：TAI YUAN (タイ・ユエン)
- 船籍：ベリーズ
- 全長：81メートル
- 総トン数：1,972トン
- 種類：貨物船（積載貨物は金属くず等再利用資材[注釈 2]）
- 乗組員：11名（中国人）

## 事故の原因
本事故は、TAI YUANが、博多港において荷役の目的で着岸中、船尾側貨物倉に積載されたスクラップ内部で出火した際、放水による消火が効果的でなく、炭酸ガス消火設備を使用した適切な消火方法がとられなかったため、延焼したことにより発生したものと考えられる。
炭酸ガス消火設備を使用した適切な消火方法がとられなかったのは、船長が炭酸ガス消火設備の使用に思い至らなかったことによるものである。その理由は、船長が本船の貨物倉における火災を想定した消火訓練の経験がなかったこと、及び船主（TAI YUAN）及び荷主兼荷役業者（三木商事株式会社）が火災発生時における効果的な消火方法に関する情報を共有していなかったことによるものと考えられる。
放水による消火が効果的でなかったのは、放水した水がスクラップ表層部に遮られて内部の火元に届かなかったことによる可能性がある。
スクラップ内部で出火したことについては、金属同士の接触による火花、電池類等が発火源となり、スクラップに混入していた可燃物に引火した可能性があるとされるが、出火に至った状況は明らかにされなかった。

## 事故に伴う油の流出と回収
事故に伴う油の流出と回収については次の通り。
福岡市は、2017年（平成29年）4月25日0時35分ごろ、消防隊から本船が沈没する可能性がある旨の連絡を受けたが、本船からの油の流出が可能性の段階であること、及び本船の燃料油に引火、炎上する危険も否定できないなとの情報があったことから、その時点でオイルフェンスの設置は困難であると判断し、待機を続けた。
同日4時54分頃に本船が沈没し、油の流出が認められたため、福岡市はその旨の連絡を受け、船舶所有者に対して油の防除作業を講じるよう指示したものの、同社から即時の対応は困難である旨の回答があったことから、5時40分頃オイルフェンス設置会社に同フェンスの設置を依頼した。さらに、福岡市は、事故発生場所の北側を流れる多々良川等への油の流入を防止するため、9時0分頃箱崎ふ頭北側の水面貯木場周辺の防波堤開口部2か所に自らオイルフェンスを設置した。本船の周囲については、10時0分頃にオイルフェンス設置会社により本船の沖側を囲う1重目のオイルフェンスが設置されたものの、同オイルフェンスと岸壁との接合部から油の流出が認められたため、15時0分頃船舶所有者がオイルフェンス設置会社に依頼し、17時0分頃本船の岸壁側を囲う1重目のオイルフェンスが設置された。また、サルベージ会社により17時25分ごろ燃料タンクのエア抜き管が閉鎖された。
本船から流出した重油等の油は、沈没の4時54分頃から本船の沖側を囲う1重目のオイルフェンスが設置される10時0分頃までの約5時間の間に拡散し、また、この10時0分頃から本船の岸壁側を囲う1重目のオイルフェンスが設置される17時0分頃まで、潮位の変化に伴って生じたオイルフェンスの隙間から油の拡散が継続した可能性も考えられている。
油の流出量については、福岡海上保安部によると、本船は、本事故当時、C重油約84.2キロリットル及びA重油約20.0キロリットルの重油計104.2キロリットル並びに潤滑油約0.6キロリットルを積載しており、沈没後に燃料タンクからサルベージ会社により抜き取られた油量の推算が約41.2キロリットル、沈没から約12時間30分後に本船の燃料油エア抜き管が閉鎖されるまでの間、燃料タンクから推算で約63.0キロリットルの重油が流出した可能性があると考えられており、サルベージ会社が実施したオイルフェンス内の回収油量が推算で約39.1キロリットルであることから、推算で約23.9キロリットルの油がオイルフェンス外の博多湾内等に流出した可能性があると考えられている。
なお、その後も本船の沖側を囲うオイルフェンスの追加が続けられ、4月26日14時30分頃に2重目、27日19時25分頃に3重目、28日12時10分頃に4重目、30日18時50分頃に5重目が設置された。
オイルフェンス外に拡散した海域や河川における油の回収作業については、油吸着マットによる回収、船舶からの放水、船舶の走行による攪拌作業が、陸域においては汚損した海浜砂の除去等が実施された。

## 経緯
事故後の経緯は次の通り。
- 2017年（平成29年）4月21日8時15分頃：本船は、船長、一等航海士及び甲板手Aほか8人（全員中華人民共和国籍）が乗り組み、事業所、家庭等で発生した金属くず等の雑品スクラップ（以下「スクラップ」という。）の積荷役の目的で、博多港箱崎ふ頭16号岸壁（以下「本件岸壁」という。）に、空船の状態で右舷着け係留した。
- 4月21日9時0分ごろから22日12時頃まで：船尾側貨物倉（以下第６章を除き「本件貨物倉」という。）及び船首側貨物倉に、午後は船首側貨物倉に、スクラップの積込み、圧縮及び均し作業が行われた。
- 4月23日：荷役業者の休業日であり、荷役作業を行わなかった。作業中止後から出火事故発生まで約2日の間作業が行われなかったことになる。
- 4月24日午前：船長が、トリム調整の目的で、船首側貨物倉に積込みを行うよう荷役業者担当者に指示した後、8時0分頃同貨物倉にスクラップの積込みを開始し、12時0分頃同社の昼休憩に伴って荷役作業を中断した。（荷役業者担当者は、午後からは本件貨物倉に積込みを行うよう同社の作業員に指示した。作業員Aは、昼休憩後の13時0分ごろ同社の事務所から本船へ向かい、本件貨物倉に積載された油圧ショベル（以下「本件油圧ショベル」という。）に乗り込んで本件貨物倉船首側で周囲のスクラップの均し作業等の積込み作業を準備していたところ、13時20分頃本件貨物倉左舷船尾部のスクラップ内部から、少量の白煙が立ちのぼるのを見た。作業員Aは、直ちに同社の社員にトランシーバーで火災の発生を知らせるとともに、放水車の準備を依頼した。同社の事務員は、作業員Aからの知らせを受け、直ちに消防に通報した。作業員Aは、本件油圧ショベルに乗った状態で本件貨物倉内に留とどまり、煙が上がっている場所を見ていたところ、そのやや右舷側に炎のような赤いものを見た。作業員Bは、本件岸壁に停とめてあった油圧ショベルに乗り込み、次に積み込む予定のスクラップの整理をしていたところ、作業員Aからの連絡を受けて本船を見た際、本件貨物倉から上がる白煙を認め、直ちに同油圧ショベルから降りて本船に乗り込んだ。一方、甲板手Aは、12時30分ごろから操舵室で荷役当直に当たっていたところ、13時20分頃本件貨物倉から煙が上がっていることに気付き、直ちに船内の乗組員に大声で火災の発生を知らせながら、上甲板に向かった。船長及び一等航海士は、昼食を終えてそれぞれ自室で休憩をとっていたところ、甲板手Aからの知らせを聞いて上甲板に降りて行き、本件貨物倉から上がっている煙を認めた。本船は、船長及び作業員Bが上甲板に集まってきた乗組員に対して本件貨物倉への放水を指示し、左舷上甲板の消火栓3か所に接続された消火ホースで放水が開始された。スクラップの保管場所となっている野積場（以下「本件ヤード」という。）で別の作業を行っていた作業員C及び作業員Dは、作業員Aからの連絡を受け、直ちに荷役業者の事務所脇に停めてある放水車に乗り込んで本件岸壁に向かっている時、本件貨物倉から上がっている黒っぽい煙を認めた。作業員C及び作業員Dは、本件岸壁に放水車を停止させ、本船から下りてきた作業員Bと共に、放水車の屋根に設置された放水管及び同車側面の給水栓に接続した消火ホースで、本件貨物倉及び本船右舷外板に向けて放水を行った。作業員Aは、その後、煙が本件貨物倉内に充満して視界を遮られ、本船からの本件貨物倉への放水が始まっているかが分からない状況となり、トランシーバで確認したところ、他の作業員から、既に本件貨物倉への放水が始まっている旨の回答があったので、本件油圧ショベルを降りて本件貨物倉船首側に備え付けられた梯子から上甲板へ上がり、左舷上甲板で放水を行っていた本船の乗組員に出火場所を伝えるなど、消火活動に加わった。本船の乗組員及び作業員Aは、本件貨物倉への放水を継続していたところ、14時4分頃本船に到着した福岡市消防局の消防隊（以下「消防隊」という。）と消火活動を交替し、消防隊の指示で風上にあたる船首楼甲板に移動して消火活動を見ていたが、14時34分頃消防隊の指示により本船から退避した。消防隊は、船舶火災における過去の消火活動の経験から、大型化学高所放水車によるタンパク泡の放射（以下「タンパク泡放射」という。）を中心とした消火戦術をとることとした。消防隊は、大型化学高所放水車へのポンプ車、タンパク泡の原液積載車等の中継等、タンパク泡放射を準備する間、火勢を抑える目的で本件貨物倉及び船体外板への放水を行ったが、本件岸壁及び本件ヤードに集積されたスクラップにより活動範囲が限定され、ふだんより同準備に時間を要する状況であった。消防隊は、14時52分頃本船が左舷側へ傾斜するのを認めたので、本船上の隊員を退避させた。消防隊は、本船上に隊員がおらず、濃煙が立ちのぼる中、本件貨物倉内の延焼状況を把握することが困難となっていたところ、15時12分ごろ本件油圧ショベルの燃焼及び船首側貨物倉への延焼をそれぞれ認めた。消防隊は、タンパク泡放射の準備が完了したので、本件貨物倉及び船首側貨物倉へのタンパク泡放射を開始した。消防隊は、その後、本船が沈没しないよう、本船の傾斜及び沈下並びに火勢の状況を見ながら、貨物倉へのタンパク泡放射及び放水並びに船体外板への冷却放水を行ったものの消火できず、火勢が治まらない状況が続いた。
- 4月25日：消防隊は、このまま消火活動を継続すると本船が沈没する可能性があるものの、燃料油への引火や炎上の危険も否定できないと考え、25日0時35分ごろ荷役業者担当者の通訳を介して船長に対し、放水を継続することについての了承を求めるとともに、港湾管理者である福岡市にその旨を連絡した。福岡市は油の流出を想定し、委託業者にオイルフェンス設置等の準備を要請した。船長は、船主に電話で相談した上、放水の継続を了承した。本船は、引き続き消防隊により消火活動が続けられていたところ、4時54分頃左舷船首側から沈没し[注釈 5]、操舵室を海面上に残した状態で着底し、鎮火した。本船の沈没後、油の流出が認められたため、福岡市は委託業者に本船の沖側を囲う1重目のオイルフェンスの設置を指示し、さらに、15時0分頃船舶所有者がオイルフェンス設置会社に依頼し、17時0分頃本船の岸壁側を囲う1重目のオイルフェンスが設置された。油回収作業についても、福岡市及び委託業者により開始された。その後、サルベージ会社により、17時25分ごろ燃料タンクのエア抜き管が閉鎖された。また、同日から、福岡海上保安部、九州地方整備局、福岡市漁業協同組合、福岡県、福岡県警、福岡市、保険会社等による「連絡調整会議」が開催された。
- 4月26日：福岡市漁業協同組合が福岡市に対して、中央航路付近における油浮遊情報を提供した。船舶所有者の手配した業者が14時30分頃に2重目のオイルフェンスを設置した。福岡市漁業協同組合が油回収作業を開始した。
- 4月27日：福岡海上保安部、九州地方整備局、福岡市漁業協同組合、福岡県、福岡市、福岡市土木建設協力会、福岡市土木建設協同組合、福岡市西部土木建設協力会、市舗装協力会等が油回収作業等を実施した。福岡市の指示により委託業者が本船の沖側を囲うオイルフェンスの追加を続け、4月26日14時30分頃に2重目、27日19時25分頃に3重目、28日12時10分頃に4重目、30日18時50分頃に5重目が設置された。福岡市は博多湾内における潮干狩りの自粛要請と海浜公園における遊泳禁止を実施し、海浜公園（「マリナタウン海浜公園」及び「シーサイドももち海浜公園」）にはオイルフェンスを設置した（4月28日完了）。
- 4月28日：福岡市が海浜公園において油が付着した砂の撤去を開始した（5月12日完了）。国土交通省九州地方整備局が福岡市からの支援要請を受け、普段は北九州港に配備している清掃船兼油回収船「がんりゅう」を出動させ、油の回収作業を開始した[3][4]。
- 5月1日：博多湾の海上での油回収がほぼ完了した[5]。沈没船の周辺では船舶所有者が24時間体制で監視を継続し、貨物船の船体からの油抜き取り作業を開始した。
- 5月7日：貨物船の船体からの油抜き取り作業が完了した[6]。
- 5月8日：福岡市及びその指定管理者が海浜公園の水質検査を実施した（5月12日に問題なしとの結果が判明した。）。
- 5月12日：博多湾における潮干狩り自粛等を終了した（ただし、地行浜、百道浜、室見川河口、愛宕浜については、5月31日まで引き続き自粛）[6]。
- 5月18日：船舶所有者が沈没船周囲のオイルフェンスの張替え作業を実施した（5月21日に完了した。）。
- 6月7日から11日まで：現場調査及びサルベージ会社の回答書によれば、本船は、本事故後、サルベージ会社により、6月7日から11日まで積荷の引揚げ作業が実施された。
- 7月7日：船体の引揚げ作業が実施され、引き揚げられた船体が、福岡県北九州市の船舶解体会社のヤードにえい航後、解体処理された。

## 油流出の影響
最終的には本船の周囲に5重のオイルフェンスが設置されたものの、油はオイルフェンス外に拡散し、その状況は次の通りであった。
- 海域：2017年（平成29年）4月27日時点では、本事故現場の前面海域から、北方は福岡市アイランドシティ西側海域、南西方は同市今津湾付近まで油の浮遊が認められた。28日時点では、福岡市や福岡海上保安部によると、13～14キロメートル西方の長垂海浜公園沖（西区）、北は西戸崎沖（東区）まで油が広がった[7]。
- 陸域：福岡市シーサイドももち海浜公園から同市生の松原まで、及び同市西戸崎付近に油の漂着が認められた。
- 河川等：博多湾南部に流れ込む室見川等の西部エリアに油の漂着が見られ、それぞれの河川部から約100メートルから1.9キロメートルの範囲で吸着マットへの油の付着が認められた。福岡県河川課などによると、河口からの油の流入が見つかったのは、那珂川、御笠川、樋井川、室見川、金屑川、名柄川、十郎川、七寺川（鯰川）の8河川で、市東部の河川では確認されていない[8][9]。

漁業被害については、拡散した油の回収及び撹拌作業が実施されたものの、出漁不能、漁獲物の販売不能及び返品、有料潮干狩り及び産直市の中止による被害が生じた。
市民生活への影響については、船から流出した油が博多湾の沿岸に漂着したことが確認されたため、福岡市は4月27日午前、沈没現場から南西に約7キロメーター離れた同市西区の「マリナタウン海浜公園」、同市早良区の「シーサイドももち海浜公園」での遊泳と潮干狩りの禁止を決めた。また、潮干狩りは両公園を除く博多湾沿岸（室見川河口、今津など）で自粛を求めた。

## 浮流油除去作業
浮流油除去作業については、船舶より大量の油の排出があつたときは、船舶の船長は直ちに、排出された油の防除のための応急措置を講じなければならないとされており、また、船舶所有者（船主）は、直ちに、その防除のため必要な措置を講じなければならないとされているが、船舶からの油流出の規模が、船舶所有者等の対応できる範囲を大幅に超えたため、船舶所有者が手配した業者以外にも、以下に挙げる多くの機関等がその作業にあたった。
- 福岡海上保安部
- 福岡市漁業協同組合：油吸着マット等による油回収（協力した漁船は4月26日からの4日間で約50隻[14]。）等
- 福岡市港湾建設協会
- 福岡市土木建設協力会
- 福岡市舗装協会
- 国土交通省九州地方整備局：清掃兼油回収船「がんりゅう」による油回収
- 福岡県：各河川の河口付近に油を吸い取るロール状の油吸着マットやオイルフェンスの設置[9]
- 福岡県警察
- 福岡市（港湾空港局、環境局、農林水産局、道路下水道局、消防局）：オイルフェンスの展張、油吸着マット等による油回収（海上、陸上）、油回収装置によるオイルフェンス内の油回収、消防艇による調査・航走攪拌除去等（港湾空港局で事故の対応に当たった職員は、4月25日から5月12日までで延べ741人であった[14]。）
- 博多港ふ頭株式会社

## 再発防止策
福岡市により講じられた再発防止策は以下のとおりである。

### 福岡市により講じられた施策
福岡市は、港湾施設における火災予防及び延焼防止の観点から、同施設の適正利用を促進するために必要な事項を定めた「港湾施設における防火対策等に関する指導要領」を改正し、港湾施設利用者が遵守する利用基準として、火源となり得る貨物と可燃性物質の分別等の内容を追加した。

### 福岡市消防局により講じられた施策
福岡市消防局は、箱崎ふ頭15号及び16号岸壁を管轄する同局東消防署において、金属スクラップの積載船舶における火災に特化した消火戦術を具体的かつ詳細にマニュアル化した「金属スクラップ積載船舶火災 消防活動計画」を新たに定め、2018年（平成30年）4月から運用を開始した。

### 福岡市港湾空港局により講じられた施策
福岡市港湾空港局は、本事故の対応で得た教訓を踏まえ、2008年（平成20年）11月に作成していた「流出油防除マニュアル」を改正し、博多港の港湾区域内における流出油への対応として、「油の流出があったとき」に加え、「油の流出のおそれ」が生じた時点で、必要に応じて油の防除のための措置を講じることができることとした。本「マニュアル」は、港湾管理者として港湾法第12条第1項第2号及び第34条に基づき関係機関と連携しながら原因者に先んじてでも初動体制を講じるなど、災害対応力を強化するものと位置づけられている。また、油の防除にかかる資機材を増設するとともに、定期的にオイルフェンスの設置訓練を実施することとした。
関係機関との連携としては、油回収作業等の業務に関する協力要請について、福岡市の漁業者及び「福岡市港湾建設協会」と協定を締結した。

## 損害賠償金
福岡市は、油の流出による博多湾の汚染被害の拡大を防ぐため、2017年（平成29年）4月25日の本船沈没後から5月12日まで、油の防除のための措置を講じたことにより、当該措置に係る費用相当額金116,210,742円の損害を受けたとし、これを相手方である船主に賠償するよう請求したところ、相手方から和解の申入れがあり、本事故に関する損害賠償金として金112,800,000円の支払義務があることを認めた。